# قلعه آقا
قلعه آقا عبدالله یکی از روستاهای شهرستان شاهرود در استان سمنان ایران است.
این روستا در دهستان خرقان در بخش بسطام جای دارد. جمعیت روستای قلعه‌آقا عبدالله بر پایه نتایج سرشماری سال ۱۳۸۵ برابر با ۱٬۰۴۵ نفر (۲۸۵ خانوار) بوده است.
ٰآیت الله سید محمود شاهرودی فرزند سید علی در سال ۱۳۰۱ در این روستا متولد شد.